# Волшебное лето
Волшебное лето (яп. 河童のクゥと夏休み Каппа но Кву то нацуясуми, букв. «Ку из капп и летние каникулы») — полнометражное аниме 2007 года режиссёра Кэйити Хары. Картина повествует о каппе (японском водяном) по имени Ку, который после 300 лет сна пробуждается в современном мире и начинает поиски своих сородичей с помощью Коити, мальчика из обычной токийской семьи. Аниме удостоено премии Майнити как лучший анимационный фильм года. 

## Сюжет
В эпоху Эдо самурай убил отца каппы. Малыш каппа упал в трещину, образовавшуюся после землетрясения, последовавшего за этим. Через 300 лет, в XXI веке, обычный школьник Коити Уэхара находит необычный камень у дороги и решает его отмыть. Попав в воду, каппа оживает и поселяется у Коити. Ему дают имя — Ку. Каппа вместе с новым другом отправляются на поиски родственников Ку в город Тоно на севере Японии, прославленный легендами о водяных.

## Озвучивание ролей (сэйю)
- Ку, каппа — Кадзато Томидзава[англ.]
- Коити Уэхара — Такахиро Ёкокава
- Хитоми Уэхара, младшая сестра Коити — Тамаки Мацумото[англ.]
- Юкаки Уэхара, мать Коити — Наоми Нисида[англ.]
- Ясуо Уэхара, отец Коити — Наоки Танака
- Оссан, пёс — Ёсито Ясухара[англ.]
- Одноклассница Коити — Кадзуки Мацуока
- Отец Ку — Кэнъити Нагира

## Награды и рейтинги
| Зрительский рейтинг     | Зрительский рейтинг     | Зрительский рейтинг     |
| (на 28 февраля 2011 г.) | (на 28 февраля 2011 г.) | (на 28 февраля 2011 г.) |
| ----------------------- | ----------------------- | ----------------------- |
| Сайт                    | Оценка                  | Голосов                 |
| IMDb                    | · ссылка                | 241                     |
| Anime News Network      | · ссылка                | 7764                    |
| AniDB                   | · ссылка                | 312                     |

| Год  | Результат   | Награда                       | Категория: получатель       |
| ---- | ----------- | ----------------------------- | --------------------------- |
| 2007 | Номинирован | Asia Pacific Screen Award     | «Лучший анимационный фильм» |
| 2008 | Номинирован | Award of the Japanese Academy | «Лучший анимационный фильм» |
| 2008 | Выиграл     | Mainichi Film Award           | «Лучший анимационный фильм» |
| 2008 | Выиграл     | Japan Media Arts Festival     | Гран-при за анимацию        |
| 2008 | Выиграл     | Tokyo Anime Award             | «Лучший фильм»              |